# Der vergiftete Brunnen
Der  vergiftete Brunnen ist ein 1900 erschienener Roman des  literarischen Jugendstils in drei Büchern von Arthur Holitscher.

## Inhalt
Im späten 19. Jahrhundert taucht in Monte Carlo eine junge Frau namens Desirée Wulp auf. Sie ist nach einer durch Tod geendeten Ehe wohlhabend und kurze Zeit später stirbt auch ihr neuer Freund unter rätselhaften Umständen. Nach einer Reise durch die Welt, bei der sie in Indien schwer erkrankte, lässt sie sich in München nieder. Hier beginnt die eigentliche Handlung des Romans.
In München lebt Desirée in einer Villa innerhalb eines Zirkels von Männern, bestehend aus dem jüdischen Chemiker und Sprengstoffexperten Sulzwasser, dem Redakteur und Herausgeber einer literarischen Zeitschrift Meinewelt, dem Maler Saarmünster und dem jungen Autor Sebastian Sasse. Sasse, die eigentliche Hauptperson des Romans, wurde von Meinewelt nach München geholt, da er ihn für begabt hält. Sasse wird nun von der Welt, der Lebensweise und Anziehung Desirées in Bann gezogen, woraus er sich zu befreien sucht, indem er mit Desirée bricht und ihre Villa verlässt. Dies allerdings stürzt ihn in eine Phase tiefen Unglücks, worauf er zu Desirée zurückkehrt. Nach einer gemeinsamen Opium-Orgie allerdings verlässt er sie endgültig und geht nach Belgien.

## Kritik
Aus vielerlei Sicht stellt der Roman ein vortreffliches Beispiel für einen Jugendstilroman dar. Die verwandten Symbole, der Hang zum Mystischen und die abgeschlossene Welt der Villa Desirées bilden die Grundlage und einen Großteil der Ausstattung des gesamten Romans. Und die ursprüngliche, ästhetizistische Welt der Villa wird zum Ende des Buches vom Sebastian Sasse durchbrochen, indem er sich daraus befreit. Heute trifft diese Form des Romans allerdings wenig den Geschmack der Leser: „Elemente aus allen literarischen Moden der vergangenen zehn Jahre waren in das Buch geflossen, das heute – seiner obstrusen Bilder und Parabeln wegen – nur noch den Biographen interessiert“,  schreibt Ruth Greuner 1969 über den Roman »Der vergiftete Brunnen«.

## Beispiele aus dem Text
„Es giebt [sic!] Menschen, die gehen durch die Menge wie ein Peitschenhieb. Schmerzhaft und schrill züngeln sie auf, stacheln, beleidigen, empören im Vorübergehen und lassen Wunden zurück, die nur schwer verharschen wollen. Sie selbst scheinen kein Bewußtsein der Macht zu haben, die ihnen eigen ist, sie sind fast wie Werkzeuge, die auf dem Tische eines höheren Meisters liegen, seines Willens gewärtig der sich ihrer bedienen wird nach ungekannten Ratschlüssen. Durch ihre Beschaffenheit kommen sie dem Willen ihres Meisters entgegen, erweisen sich als gute und zweckmäßige Werkzeuge in seiner Hand und vielleicht hat er sie selber zurechtgezimmert aus Stoffen, deren Wesen und Fundort ihm allein bekannt sind.“
„Sein Name war Wilmoth. Manche wollten wissen, dass er Deutscher sei. […] Den Wenigen genügte es, dass er ein Genie war. Keins von jenen, deren Ruhm in den Bücherläden liegt und durch Zeitungsspalten posaunt […]. Er gehörte zu jenen, die aus Stolz sind. An deren Wiege, allein sichtbar für ihre wissenden Augen eine schöne, stumme Fee gestanden hat, die Fee mit Augen voll Trauer, wenn sie auf die Wiege blickten, voll Verachtung, wenn sie sich der Welt zugewandt.“

## Textausgabe Online
- Der vergiftete Brunnen in der russischen Staatsbibliothek.